# Alexandre Levy
Alexandre Levy (São Paulo, 10 de novembro de 1864 – São Paulo, 17 de janeiro de 1892) foi um compositor, maestro, pianista e crítico musical brasileiro.

## Biografia
Era filho de Henrique Luiz Levy e irmão de Luís Levy, ambos músicos e comerciantes, dps quais recebeu as primeiras instruçóes. Aperfeiçoou seus estudos de piano com o professor russo radicado na capital paulista Louis Maurice e com o francês Gabriel Giraudon, este, anteriormente mestre de outro gênio, na época residente em São Paulo, que foi Henrique Oswald.
Estreou em apresentações públicas aos oito anos de idade e foi comparado a Mozart por sua precocidade e brilhante talento.
Seu pai, que era um experiente clarinetista com educação na França, fundara a Casa Levy, um dos mais tradicionais estabelecimentos comerciais de música em São Paulo em sua época, o que possibilitou ao jovem artista entrar em contato com muitas figuras importantes na cena musical paulista e músicos viajantes.
A partir de 1880 começou a publicar composições próprias através de editoras europeias, e em 1883 foi eleito diretor artístico do Clube Haydn, importante associação musical da cidade que ajudou a fundar e onde regeu pela primeira vez em 1885. Dois anos depois viajou para a Europa para estudar com Émile Durand e Vincenzo Ferroni, retornando logo ao Brasil, quando começou a exercer a crítica musical na imprensa paulista, escrevendo nos jornais Província de São Paulo e Correio Paulistano sob o pseudónimo de Figarote.
Em sua obra de composição foi um nacionalista, utilizando temas do folclore brasileiro, área em que foi o precursor dentro do universo da música erudita nacional com as Variações sobre um tema popular brasileiro, de 1884, baseada na melodia Vem cá, Bitu!. Seu estilo deriva das escolas de Schumann e Mendelssohn. É patrono da cadeira 29 da Academia Brasileira de Música.
Aos 27 anos de idade, sem qualquer doença aparente, veio a falecer subitamente em sua cidade natal, São Paulo.
Curiosamente, seu nome está inscrito em diversas listas e sites na internet que se referem a artistas que morreram com a idade de 27 anos, como Jimi Hendrix, Janis Joplin,  Jim Morrison, Amy Winehouse, dentre outros[carece de fontes?]

## Algumas obras
- Música orquestral: Sinfonia em mi menor; Abertura dramática (1888); Comala - poema sinfônico  (1890); Suite brasileira (1890).
- Música de câmara: Trio em si bemol; Quarteto de cordas (1885); Rèverie (1889).
- Música para piano solo: Shumanniana (1891); Tango brasileiro (1890); Variações sobre um tema popular brasileiro (1887 - depois orquestrada por Leopoldo Miguez e, em Portugal, pelo grande compositor Viana da Mota); Allegro appassionato (1887) Doute; Valsa Capricho; Recuerdos; Mazurcas" n. 1 e 2: Plaintive: Improviso; Coeur blessé.
- Música vocal: Aimons, para canto e piano (1887); De mãos postas, para canto e piano (1889), ambas com letra do poeta e jornalista Horácio de Carvalho.

## Ligações Externas
- Site da Casa de Levy de Pianos
- Site da Academia Brasileira de Música